# 曾經。愛是唯一
是一部2007年愛爾蘭音樂電影。由愛爾蘭搖滾樂團「The Frames」前貝斯手約翰·卡尼編導，《The Frames》主唱與吉他手葛倫·漢瑟和捷克女歌手瑪琪塔·伊葛洛瓦主演。该电影讲述的是一对失意于现实生活中的陌生男女，在一次意外的相遇之后，发现两人都对音乐有着共同的爱好，随后为之合录了一张音乐专辑。在这个过程中，彼此在对方身上找到生活的方向与勇气，然后各自去寻找自己的梦想这样一个故事。两个電影中的音樂除了一首外，其它皆由漢瑟與伊葛洛瓦共同創作、編寫、演唱。
《曾經。愛是唯一》在美國地區最初於2007年日舞影展放映。同年3月23日於愛爾蘭地區上映，5月16日於美國地區兩家戲院上映。台灣於2008年7月18日上映。
《曾經。愛是唯一》佳評如潮，獲多項電影獎項，多位影評人將其評選為2007年最佳十大影片。《曾經。愛是唯一》的預算為13萬歐元，但全球票房收入已超過1千萬美元。影片獲得2項葛萊美獎與1項奧斯卡金像獎提名，單曲Falling Slowly獲得奧斯卡最佳原創歌曲獎。

## 剧情
男主角是一名在都柏林街头卖艺的小伙子。他不会弹奏脍炙人口的流行歌曲以赚观众缘，反而沉浸在自己的音乐世界中无法自拔，丝毫不会受到身边环境的打扰。
然而这一切，都在一个傍晚发生了变化。当男孩猛然发现一个女孩站在自己面前、瞪着大眼睛好奇地打量自己时，他并不知道她站在这里有多久了……当时他正在弹奏一首特别好听的歌曲，那是他自己创作的，为了纪念一段伤心的往事。女孩发现了男孩询问的眼神，突然发问：你是不是心碎过，所以为她写了这首悲伤的歌？卖艺的男孩吓了一跳，他从没见过这么大胆的女孩，但是他自己也承认，这个女孩看透了他的心。随着交谈的深入，女孩得知男孩白天的工作是吸尘器的修理工，她兴奋地大叫了一声--她正好有一台坏掉的吸尘器需要维修。
两天以后，她将吸尘器拿到男孩父亲开的修理店中，女孩告诉男孩，自己是来自于捷克的移民，平时以卖花女的形象示人，其实她一直没有放弃古典钢琴的演奏。可她买不起钢琴，一位好心的乐器行老板，允许她每天在午饭时间去他的店里弹奏一个小时的钢琴……女孩将男孩领到她妈妈的家里，男孩惊讶的发现，女孩还有一个两岁的女儿，是一个单亲妈妈。
在女孩每天都要消磨一小时的乐器行里，她和男孩第一次有了共同演奏的机会，他是主弹，而她是伴奏。男孩发现女孩在伴奏方面的天分极高，当门德尔森的音乐从她指尖流淌出来时，再配以那柔软、脆弱的嗓音，竟然一下子变成了一首伟大的伴奏曲--男孩在女孩的启发下，创作灵感如泉水般涌出，而爱情也随之萌芽。
后来，一名贝斯手和一名鼓手分别加入到男孩和女孩的行列中，他们组成了一个乐团，由于成员的默默无闻以及低下的社会地位，他们受到一位知名音乐制作人的嘲讽。然而，仅仅过了几个小时，这个以男孩为中心组建的乐团就改变了那位音乐制作人的态度，最终获得了相应的尊重。

## 角色
《曾經。愛是唯一》的特色，就是沒有替角色命名。
- 葛倫·漢瑟（英语：Glen Hansard）飾演男孩 (Guy)

都柏林街頭藝人，有著歌唱夢想卻無法實現。
- 瑪琪塔·伊葛洛瓦（英语：Markéta Irglová）飾演女孩 (Girl)

捷克移民，因生活壓力移民到都柏林賣花維生，幻想著擁有一台鋼琴。
- 比爾·哈奈特飾演男孩的父親

男孩的父親，與兒子共同生活。

## 製作
兩位主角葛倫·漢瑟、瑪琪塔·伊葛洛瓦都並非專業的演員，而導演約翰·卡尼，則是《The Frames》前貝斯手，而後退居執導幕後的工作。卡尼向自己的朋友蒐集街頭表演的趣聞，並且為電影配樂，男主角則傾向由斯里安·墨菲主演。墨菲在尚未投入電影圈前是一名差點簽約搖滾音樂家，另外他也準備擔任影片的監製，但是墨菲並不希望與無演藝經驗的伊葛洛瓦合作（當時她為17歲），也不希望演唱漢瑟的歌曲，因此推掉了工作，其他原本預計擔任的監製也在缺少財務來源的情況下隨墨菲離開。卡尼於是轉向漢瑟，而他曾經接下一份演戲工作，在1991年電影《追夢者》當中演出。最初漢瑟並不情願，害怕無法勝任工作，不過在他得知電影是一部低預算而且是自己相當熟悉的題材時，他便欣然同意了。導演卡尼事後講到：「我最初希望能請到好演員不過不需要唱好歌，但是隨後我領悟到需要請到好歌手但是不需要很會演戲。
《曾經。愛是唯一》為低預算電影，預算約為13萬歐元 (折合美金約16萬，新台幣約500萬)，四分之三左右的資金由愛爾蘭電影協會資助，另外也有導演卡尼自己捐出的錢。卡尼還將自己的薪水分給兩位主角，並且承諾若電影很成功將會分紅給所有的幕後工作人員。在與基本劇組的17天拍攝當中，劇組利用天然日光以及朋友們的房子來省錢。舉例而言，影片音樂派對的場景，就是在漢瑟的公寓中拍攝，並且請到漢瑟的朋友擔任客人，漢瑟的母親凱薩琳·漢瑟 (Catherine Hansard)演出獨唱歌手。在都柏林街道片段中，劇組使用遠攝鏡頭拍攝，也因此許多行人甚至不知道自己已經入鏡，而非專業的演員們也因此減緩不少壓力，甚至當場即興演出。
漢瑟與伊葛洛瓦在現實生活中也成為了情侶，很有可能是在拍攝或是北美宣傳時日久生情，《娛樂週刊》報導：
|  | 兩位彼此在劇中相愛的演員，事實上在2006年1月於都柏林拍攝時就很自然的擦出火花。「我和她相戀也一段時間了，不過我還是試著告訴自己她是個孩子。」葛倫·漢瑟說道，37歲的他與小他18歲的合演演員瑪琪塔·伊葛洛瓦交往。「我們的感情隨著珍貴與私密的回憶加溫。」 |

兩位真實世界的情侶雖然在電影中沒有完美結局，不過漢瑟曾在採訪中說過：「電影公司曾要求我們在結尾接吻，不過我並不想炫耀這件事。」漢瑟還向《娛樂週刊》透露，當伊葛洛瓦劇中的角色以捷克語對漢瑟說出沒有字幕的「我愛你」時，他就像劇中的角色一樣，不懂其中的意思。
兩人在2009年分手。
漢瑟與伊葛洛瓦都在採訪中說過不打算往演藝路線發展，伊葛洛瓦敘述她在劇組面前會緊張，「我想我並不會是一個好演員。」伊葛洛瓦說道。漢瑟則說這應該是他唯一的一部電影，「拍電影就像過著不一樣的生活。」

## 原聲帶
《曾經。愛是唯一》電影原聲帶於2007年5月26日在愛爾蘭地區發行，並且成為銷售排行榜第20名。5月22日於全美地區發行，至6月1日已經佔據原聲帶銷售榜上第10名，到7月11日在全美銷售超過54753張。台灣地區於2007年10月9日由新力博德曼代理發行。
《曾經。愛是唯一》電影原聲帶獲得兩項第50屆格萊美獎提名，包括最佳影視媒體類歌曲原聲帶獎、最佳影視媒體類歌曲獎，以及獲得一項第80屆奧斯卡金像獎。另外電影原聲帶也獲得洛杉磯影評人協會最佳音樂獎。
《曾經。愛是唯一》電影原聲帶歌曲大多出自於The Frames的專輯《The Cost》及漢瑟與伊葛洛瓦合作的專輯《The Swell Season》。其中包含獲得第80屆奧斯卡最佳電影歌曲的〈Falling Slowly〉，由於先前已收錄在《The Swell Season》專輯，而被人質疑入圍的資格。對此，美國電影藝術與科學學院音樂委員會解釋，由於本片屬於長時間製作電影，因此配樂者在當中的其他場合中演唱並不違反入選規則。本原聲帶之中唯一特例的歌曲〈Gold〉，是由愛爾蘭歌手佛格斯·歐法洛所寫，由Interference樂團演唱。

### 音軌
1. 〈Falling Slowly〉－4:04
葛倫·漢瑟（英语：Glen Hansard）、瑪琪塔·伊葛洛瓦（英语：Markéta Irglová）共同作曲演奏。
2. 〈If You Want Me〉－3:48
瑪琪塔·伊葛洛瓦作曲，葛倫·漢瑟、瑪琪塔·伊葛洛瓦演奏。
3. 〈Broken Hearted Hoover Fixer Sucker Guy〉－0:53
葛倫·漢瑟作曲演奏。
4. 〈When Your Mind's Made Up〉－3:41
葛倫·漢瑟作曲，葛倫·漢瑟、瑪琪塔·伊葛洛瓦演奏。
5. 〈Lies〉－3:59
葛倫·漢瑟、瑪琪塔·伊葛洛瓦共同作曲演奏。
6. 〈Gold〉－3:59
佛格斯·歐法洛作曲，由Interference樂團（英语：Interference_(band)）演唱。
7. 〈The Hill〉－4:35
瑪琪塔·伊葛洛瓦作曲演奏。
8. 〈Fallen from the Sky〉－3:25
葛倫·漢瑟作曲演奏。
9. 〈Leave〉－2:46
葛倫·漢瑟作曲演奏。
10. 〈Trying to Pull Myself Away〉－2:39
葛倫·漢瑟作曲演奏。
11. 〈All the Way Down〉－3:39
葛倫·漢瑟作曲演奏。
12. 〈Once〉－3:39
葛倫·漢瑟作曲，葛倫·漢瑟、瑪琪塔·伊葛洛瓦演奏。
13. 〈Say It to Me Now〉－2:35
葛倫·漢瑟作曲演奏。

## 評價
《曾經。愛是唯一》在爛番茄網站的評價中擁有97%的新鮮度。在Metacritic網站中也有88分。IMDb的觀眾投票則有7.9分。《芝加哥太陽報》影評專家羅傑·艾伯特給予4顆星滿分，《芝加哥論壇報》影評人麥可·菲利普斯同樣給予高分並且名列2007年最佳影片冠軍。
- 「它讓你靜靜等待著最棒的結局，但是結局卻不如你想像，即使最後是對的，你卻回味無窮。」－羅傑·艾伯特（Roger Ebert，《芝加哥太陽報》）
- 「年度最迷人的影片，21世紀的《相見恨晚（英语：Brief Encounter）》，20年來最棒的音樂劇！」－麥可·菲利普斯（Michael Phillips，《芝加哥論壇報》）
- 「一個名為《曾經。愛是唯一》的小電影讓我即使在休息之餘能夠得到靈感。」－史蒂芬·史匹柏 (Steven Spieberg)

### 十大影片
《曾經。愛是唯一》被多位北美影評人選為2007年最佳十大影片。

| - 冠軍－納森·雷賓（Nathan Rabin，《A.V.俱樂部》） - 亞軍－大衛·傑曼（David Germain，《美聯社》） - 亞軍－凱文·庫斯特（Kevin Crust，《洛杉磯時報》） - 亞軍－凱爾·史密斯（Kyle Smith，《紐約郵報》） - 亞軍－尚恩·雷米（Shawn Levy，《奧勒岡人報》） - 季軍－克里斯提·列邁爾（Christy Lemire，《美聯社》） - 季軍－坦沙·羅賓森（Tasha Robinson，《A.V.俱樂部》） - 殿軍－基斯·菲普斯（Keith Phipps，《A.V.俱樂部》） - 第五名－安·霍乃戴（Ann Hornaday，《華盛頓郵報》） - 第五名－戴森·湯普森（Desson Thomson，《華盛頓郵報》） - 第五名－諾爾·莫瑞（Noel Murray，《A.V.俱樂部》） | - 第六名－艾拉·泰勒（Ella Taylor，《洛杉磯週報》） - 第七名－克勞狄亞·浦格（Claudia Puig，《今日美國報》） - 第七名－丹那·史蒂文斯（Dana Stevens，《石板雜誌》） - 第七名－史考特·陶比斯（Scott Tobias，《A.V.俱樂部》） - 第八名－萊安·雷西、瑞克·葛洛（Liam Lacey and Rick Groen，《環球郵報》） - 第八名－歐文·葛萊柏曼（Owen Gleiberman，《娛樂週報》） - 第八名－史蒂芬妮·夏克瑞（Stephanie Zacharek，《沙龍雜誌》） - 第九名－喬·摩根史騰（Joe Morganstern，《華爾街日報》） - 第九名－甘迺迪·杜倫（Kennedy Turan，《洛杉磯時報》） |

## 票房
《曾經。愛是唯一》在全美地區票房約900萬美元，尤其是在上映後第二週，以獨立製片電影在上映戲院平均有將近3萬1千美元的票房收入，攻佔榜首。目前全球票房約1600萬美元，就一部低預算的獨立製片電影來說，相當成功。

## 音樂劇
《曾經。愛是唯一》被改編成音樂劇於2011年12月6日在紐約外百老匯劇場工作坊初演，2012年2月28日移師百老匯公演。該劇好評如潮，獲多達十一個2012年東尼獎提名，並奪得最佳音樂劇、最佳導演及最佳音樂劇男主角等八個獎項。

## 外部連結
- （英文） 互联网电影数据库（IMDb）上《曾經。愛是唯一》的资料（英文）
- （英文） 爛番茄上《曾經。愛是唯一》的資料（英文）
- （英文） Metacritic上《曾經。愛是唯一》的資料（英文）
- （英文） Box Office Mojo上《曾經。愛是唯一》的資料（英文）
- （英文） AllMovie上《曾經。愛是唯一》的资料（英文）